# Панчићева бедреница
Панчићева бедреница (лат. Pimpinella serbica) је вишегодишња зељаста биљка, ендемска врста Динарида. Први ју је пронашао и описао Јосиф Панчић на Копаонику. Године 1858. Роберто Визијани назвао ју је Pancicia у част првог српског ботаничара, али се касније испоставило да спада у род бедренки (Pimpinella). Визијани је као locus classicus (место где је први пут нађена) назначио планину Јавор код Ужица. У Србији се налази на листи заштићених дивљих биљних врста.

## Распрострањеност и услови станишта
Панчићева бедреница је ендемит Динарида. Може се наћи на стаништима у Србији, Босни и Херцеговини, Црној Гори, Северној Македонији, Албанији. У Србији се, између осталог, може наћи на Копаонику, Тари и Голији.

## Изглед
Панчићева бедреница је штитаста трајница. Стабљика је усправна, уздужно фино ребраста, гола, у горњем делу разграната стабљиком, висине до 50 cm.
Листови су наизменични, голи, доњи велики и на дугим петељкама, при основи срцасти а по рубу тестерасти. Листови стабљике издељени су у бројне кончасте исечке.
Цветови су ситни, двополни, бели, ређе ружичасти, скупљени у штитасте цвасти састављене од 10-15 зракова. Цвета јуна и јула. Инволукрум је састављен од 5-8 чекињастих листића, а инволуцелум од 5.  Листови чашице неугледни, једва видљиви. Плод јајаст, бочно спљоштен, гладак; плодићи у пресеку петоугаони, са 5 истакнутих ребара и са етеричним уљем у браздама.